# Tommie van der Leegte
Tom “Tommie” van der Leegte (født 27. marts 1977 i Bergeijk, Holland) er en hollandsk tidligere fodboldspiller (defensiv midtbane).
Van der Leegte tilbragte størstedelen af sin karriere i hjemlandet, hvor han blandt andet af to omgange repræsenterede storklubben PSV Eindhoven. Han vandt både det hollandske mesterskab og pokalturneringen med klubben. Af hans andre klubber kan nævnes Waalwijk, Breda og tyske Wolfsburg.

## Titler
Æresdivisionen
- 1997 og 2008 med PSV Eindhoven

KNVB Cup
- 1996 med PSV Eindhoven
- 2001 med Twente

Johan Cruijff Schaal
- 1996 med PSV Eindhoven